# Buldozer

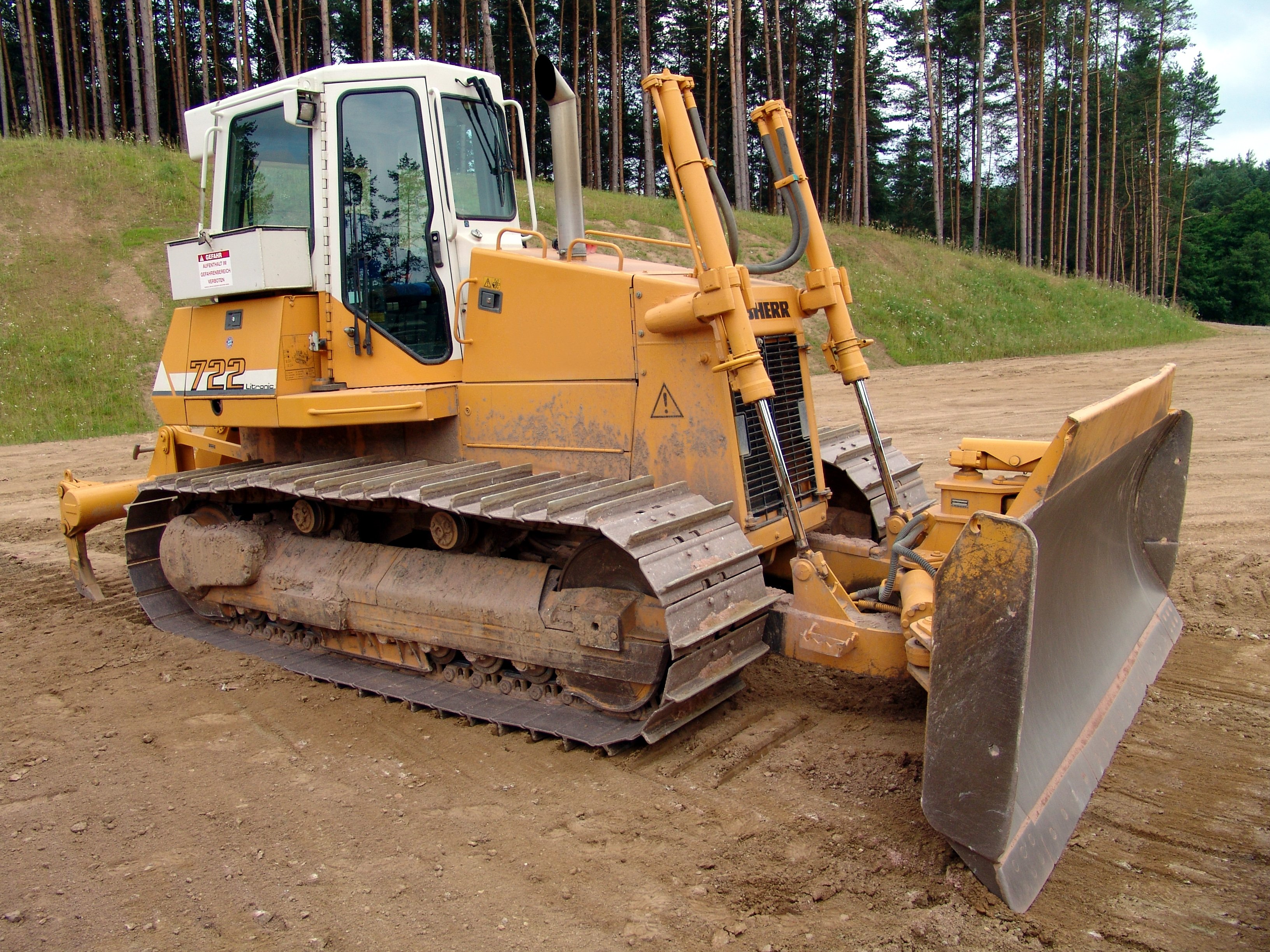
Buldozer A Liebherr, cu şenile şi scarificator în spate.

Buldozerul este o  mașină de lucru, folosită în construcții și drumuri la lucrări de terasamente pentru săparea și nivelarea terenurilor, pentru transportarea pe distanțe mici a pământului, deszăpezirea șoselelor etc. Buldozerul este constituit dintr-un tractor pe șenile, care are montată în fața sa o lamă puternică de oțel; cu ajutorul acesteia, buldozerul taie straturi de pământ până la 20 cm grosime, pe care îl și împinge pe o anumită distanță, putând realiza astfel și o nivelare a terenului. 

## Întrebuințarea
Un buldozer este un utilaj de construcții care poate fi utilizat la următoarele lucrări:
- pregătirea terenului
  - curățarea de tufișuri
  - doborârea arborilor cu dimensiuni mijlocii
  - scoaterea cioatelor și a bolovanilor
  - îndepărtarea stratului de pământ vegetal și a vegetației erbacee;
- săparea pământului însoțită de deplasarea sa laterală (săpături în debleu sau în profil mixt, săparea și profilarea șanțurilor și a taluzurilor) sau împingerea frontală  a pământului pe distanțe sub 100 de metri;
- astuparea șanțurilor și nivelarea grosieră a terenurilor;
- lucrări în cariere și balastiere:
  - decopertare,
  - strângerea în grămezi a agregatelor (nisip, balast, pietriș, piatră spartă);
- întreținerea drumurilor:
  - îndepărtarea zăpezii, nivelare, scarificare;
- demolarea construcțiilor dezafectate

## Clasificarea buldozerelor
După puterea motorului, greutatea mașinii și forța tracțiunii se disting:
-buldozere ușoare având o putere de până la 55 kW și o forță de tracțiune de 135 kN,
-buldozere mijlocii, având puterea cuprinsă între 56 kW și 120 kW și forța de tracțiune între 135 și 200 kN,
-buldozere grele, având puterea cuprinsă între 121 kW și 250 kW și forța de tracțiune între 200 kN și 300 kN.
După sistemul de acționare al comenzilor se deosebesc buldozere cu acționare hidraulică și buldozere cu acționare mecanică ( prin cabluri).
După poziția lamei față de direcția de înaintare a tractorului există:
-bulozere cu lamă fixă;
-buldozere cu lamă orientabilă în plan orizontal;
-buldozere cu lamă orintabilă în plan orizontal și vertical.